# Adama Noss Traoré
Adama Noss Traoré, más conocido también como Noss Traoré (Bamako, Malí, 28 de junio de 1995), es un futbolista maliense que juega como centrocampista en el Amedspor de la TFF Primera División.

## Trayectoria
El 6 de noviembre de 2015 fue nominado al Premio Golden Boy, como uno de los 40 mejores jugadores sub-21 del mundo que juegan en Europa. Finalmente el premio lo ganó Anthony Martial.

## Selección nacional

### Categorías inferiores
Ha sido internacional con la selección de Malí en la categoría sub-20, en el que ha ganado el premio a mejor jugador del torneo.

#### Participaciones en categorías inferiores
| Competición                         | Sede          | Resultado      | Partidos | Goles |
| ----------------------------------- | ------------- | -------------- | -------- | ----- |
| Campeonato Juvenil Africano de 2013 | Argelia       | Cuarto puesto  | 3        | 0     |
| Copa Mundial Sub-20 de 2013         | Turquía       | Fase de grupos | 1        | 0     |
| Copa Mundial Sub-20 de 2015         | Nueva Zelanda | Tercer lugar   | 7        | 4     |

### Absoluta
Debutó en la selección de fútbol de Malí el 11 de enero de 2014, en la Copa África de Naciones contra Nigeria, jugó como titular todo el encuentro y anotó su primer gol al minuto 50, ganaron 2 a 1.

#### Participaciones en absoluta
| Competición                             | Sede            | Resultado        | Partidos | Goles |
| --------------------------------------- | --------------- | ---------------- | -------- | ----- |
| Campeonato Africano de Naciones de 2014 | Sudáfrica       | Cuartos de final | 4        | 1     |
| Copa Africana de Naciones 2017          | Gabón           | Primera fase     | 0        | 0     |
| Copa Africana de Naciones 2019          | Egipto          | Octavos de final | 4        | 1     |
| Copa Africana de Naciones 2021          | Camerún         | Octavos de final | 4        | 0     |
| Copa Africana de Naciones 2023          | Costa de Marfil | Cuartos de final | 3        | 0     |

## Estadísticas

### Clubes
Actualizado al 10 de mayo de 2025.
| Club                              | Div.          | Temporada     | Liga  | Liga  | Copas nacionales | Copas nacionales | Torneos internacionales | Torneos internacionales | Total | Total |
| Club                              | Div.          | Temporada     | Part. | Goles | Part.            | Goles            | Part.                   | Goles                   | Part. | Goles |
| --------------------------------- | ------------- | ------------- | ----- | ----- | ---------------- | ---------------- | ----------------------- | ----------------------- | ----- | ----- |
| Royal Mouscron-Péruwelz · Bélgica | 2.ª           | 2013-14       | 2     | 0     | 1                | 0                | —                       | —                       | 3     | 0     |
| Royal Mouscron-Péruwelz · Bélgica | Total club    | Total club    | 2     | 0     | 1                | 0                | 0                       | 0                       | 3     | 0     |
| Lille O. S. C. II Francia         | 4.ª           | 2014-15       | 3     | 0     | —                | —                | —                       | —                       | 3     | 0     |
| Lille O. S. C. II Francia         | Total club    | Total club    | 3     | 0     | 0                | 0                | 0                       | 0                       | 3     | 0     |
| Lille O. S. C. Francia            | 1.ª           | 2014-15       | 20    | 2     | 4                | 0                | 0                       | 0                       | 24    | 2     |
| Lille O. S. C. Francia            | Total club    | Total club    | 20    | 2     | 4                | 0                | 0                       | 0                       | 24    | 2     |
| A. S. Monaco F. C. II Francia     | 4.ª           | 2015-16       | 1     | 0     | —                | —                | —                       | —                       | 1     | 0     |
| A. S. Monaco F. C. Francia        | 1.ª           | 2015-16       | 6     | 0     | 0                | 0                | 2                       | 0                       | 8     | 0     |
| A. S. Monaco F. C. Francia        | 1.ª           | 2016-17       | 5     | 2     | 1                | 0                | 1                       | 0                       | 7     | 2     |
| Rio Ave F. C. Portugal            | 1.ª           | 2016-17       | 7     | 1     | —                | —                | —                       | —                       | 7     | 1     |
| Rio Ave F. C. Portugal            | Total club    | Total club    | 7     | 1     | 0                | 0                | 0                       | 0                       | 7     | 1     |
| A. S. Monaco F. C. Francia        | 1.ª           | 2017-18       | 3     | 3     | 0                | 0                | 0                       | 0                       | 3     | 3     |
| A. S. Monaco F. C. Francia        | 1.ª           | 2018-19       | 6     | 0     | 0                | 0                | 1                       | 0                       | 7     | 0     |
| A. S. Monaco F. C. II Francia     | 4.ª           | 2018-19       | 1     | 0     | —                | —                | —                       | —                       | 1     | 0     |
| A. S. Monaco F. C. II Francia     | Total club    | Total club    | 2     | 0     | 0                | 0                | 0                       | 0                       | 2     | 0     |
| Círculo de Brujas · Bélgica       | 1.ª           | 2018-19       | 8     | 0     | —                | —                | —                       | —                       | 8     | 0     |
| Círculo de Brujas · Bélgica       | Total club    | Total club    | 8     | 0     | 0                | 0                | 0                       | 0                       | 8     | 0     |
| A. S. Monaco F. C. Francia        | 1.ª           | 2019-20       | 2     | 0     | 0                | 0                | —                       | —                       | 2     | 0     |
| A. S. Monaco F. C. Francia        | Total club    | Total club    | 22    | 5     | 1                | 0                | 4                       | 0                       | 27    | 5     |
| F. C. Metz Francia                | 1.ª           | 2019-20       | 15    | 1     | 1                | 0                | —                       | —                       | 16    | 1     |
| F. C. Metz Francia                | Total club    | Total club    | 15    | 1     | 1                | 0                | 0                       | 0                       | 16    | 1     |
| Hatayspor Turquía                 | 1.ª           | 2020-21       | 35    | 0     | 1                | 0                | —                       | —                       | 36    | 0     |
| Hatayspor Turquía                 | 1.ª           | 2021-22       | 17    | 1     | 1                | 0                | —                       | —                       | 18    | 1     |
| Hatayspor Turquía                 | Total club    | Total club    | 52    | 1     | 2                | 0                | 0                       | 0                       | 54    | 1     |
| Hull City A. F. C. Inglaterra     | 2.ª           | 2022-23       | 12    | 1     | 0                | 0                | —                       | —                       | 12    | 1     |
| Hull City A. F. C. Inglaterra     | 2.ª           | 2023-24       | 24    | 2     | 1                | 0                | —                       | —                       | 25    | 2     |
| Hull City A. F. C. Inglaterra     | Total club    | Total club    | 36    | 3     | 1                | 0                | 0                       | 0                       | 37    | 3     |
| Amedspor Turquía                  | 2.ª           | 2024-25       | 30    | 7     | 1                | 0                | —                       | —                       | 31    | 7     |
| Amedspor Turquía                  | Total club    | Total club    | 30    | 7     | 1                | 0                | 0                       | 0                       | 31    | 7     |
| Total carrera                     | Total carrera | Total carrera | 197   | 20    | 11               | 0                | 4                       | 0                       | 212   | 20    |

## Palmarés

### Campeonatos nacionales
| Título  | Club               | País    | Año     |
| ------- | ------------------ | ------- | ------- |
| Ligue 1 | A. S. Monaco F. C. | Francia | 2016-17 |

### Distinciones individuales
| Distinción                             | Año  |
| -------------------------------------- | ---- |
| Balón de Oro en la Copa Mundial Sub-20 | 2015 |